# Premio Gran Libro

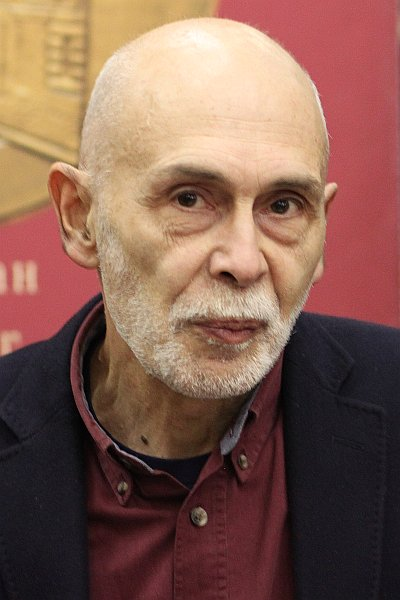
Leonid Yuzefovich - historiador ruso y escritor de Ficción Criminal.

El Premio Gran Libro (en ruso Большая книга) es un galardón literario ruso creado en 2005 por el Centro de Apoyo a Literatura Nacional con el fin de recompensar anualmente las tres mejores obras escritas en prosa en cualquier género durante el periodo correspondiente. Por su recompensa monetaria —5,5 millones de rublos: 3 millones para el primer premio, 1,5 para el segundo y 1 para el tercero— es el mayor premio literario en Rusia y el segundo en el mundo después del Nobel. Se otorgó por primera vez el 22 de noviembre de 2006. 

## Galardonados
2006
- Dmitri Býkov. Borís Pasternak, biografía
  - Aleksandr Kabakov. Todo es reparable (Всё поправимо), novela 
    - Mijaíl Shishkin. El cabello de Venus (Венерин волос), novela

2007
- Ludmila Ulítskaya. Daniel Stein, traductor (Даниэль Штайн, переводчик), novela
  - Alexéi Varlámov. Alexéi Tolstói, biografía
    - Dina Rúbina. En el lado soleado de la calle (На солнечной стороне улицы), novela

2008
- Vladímir Makanin. Asán (Асан), novela
  - Ludmila Saráskina. Aleksandr Solzhenitsyn, biografía
    - Rustám Rajmatulin. Dos Moscús, o La metafísica de la capital, ensayos

2009
- Leonid Yuzefóvich. Grullas y enanos (Журавли и карлики), novela
  - Alexandr Térejov. El Puente de Piedra (Каменный мост), novela
    - Leonid Zorin. El globo malo (Скверный глобус), novela

2010
- Pável Basinski. León Tolstói. Huida del paraíso (Лев Толстой. Бегство из рая), biografía
  - Aleksandr Ilichevski. El persa (Перс), novela 
    - Víktor Pelevin. t, novela

2011
- Mijaíl Shishkin. Manual epistolario (Письмовник), novela
  - Vladímir Sorokin. La ventisca (Метель), novela breve 
    - Dmitri Býkov. Ostrómov, o El aprendiz del hechicero (Остромов, или Ученик чародея)

2012
- Daniil Granin. Mi teniente... (Мой лейтенант...), novela autobiográfica
  - Aleksandr Kabakov y Yevgueni Popov. Aksiónov (Аксёнов), conversación sobre el escritor ruso
    - Marina Stepnova. Las mujeres de Lázaro (Женщины Лазаря), novela

2013
- Yevgueni Vodolazkin. Laurel (Лавр), novela 
  - Serguéi Beliakov. Gumiliov, hijo de Gumiliov (Гумилёв сын Гумилёва), sobre el hijo del poeta Nikolái Gumiliov, el etnólogo y arqueólogo Lev Gumiliov
    - Yuri Buida. Ladrón, espía y asesino (Вор, шпион и убийца), novela